# Golfový simulátor
Golfový simulátor je zařízení pro simulaci golfové hry v krytých prostorách. Simulace golfové hry je prováděna analýzou za použití různých snímacích senzorů a vizualizace hry na golfovém hřišti se obvykle promítá na projekční plátno.
Golfový simulátor umožňuje hráčům golfu vychutnat si hru i za nepříznivého počasí, nebo v zimě. Řada golfistů využívá golfová indoor centra právě jako překlenutí zimního období, jak říkají „mimo sezónu“. Jedná se o simulaci hry, kdy golfového hřiště je promítáno pomocí projekce obrazu na projekční plátno a snímání letu míče, nebo pohybu hole hráče při impaktu. Simulátorů je celá řada. Od těch nejjednodušších, kde se vyhodnocuje pouze délka odpalu, až po ty nejefektivnější, které používají nejmodernější systémy. Jeden z těch nejmodernějších v dnešní době je ProTee simulátor, který využívá všech dostupných technologií pro reálnou simulaci golfové hry – snímání a analýza švihu, impaktu, spinu, letu míče. Simulátory se začaly objevovat od roku 1970, od jednoduchých za cenu pár tisíc až po ty, které pracují s počítačem nebo herní konzolí. Ty sofistikované používají nejmodernější systémy, počítače a programy a stojí hodně přes milion korun.

## Základní funkce
1) vizuální – hráč golfu vidí před sebou na projekčním plátně simulaci golfového hřiště
2) aktivní – po odpalu míče simulátor vyhodnotí senzory (v případě těch nejlepších optickým a kamerovým) směr a rychlost pohybu hole při impaktu a let míče až do projekčního plátna. Program simulátoru zpracuje údaje vyhodnocené ze senzorů a kamer a promítne na plátno let míče na virtuálním hřišti. Některé simulátory používají pro snímání radar, ale pro potřebu vyhodnocení je vyžadovaná dostatečná rychlost míče a proto tyto radarové senzory selhávají při krátké hře a někdy při puttování. Oproti tomu světelné senzory nasnímají pohyb hole a míče rychlostí světla a zaznamenají pro další analýzu i ten nejmenší pohyb.
Golfové simulátory obsahují desítky až stovky hřišť celého světa. Hra na moderních simulátorech je stále více reálnější než tomu bylo dříve. Simulace hry je pro golfisty jednou z možností, jak mohou i za nepříznivého počasí pokračovat v tréninku, nebo jen relaxovat při hře v teple a pod střechou.

## Tréninkové funkce
Pro trénování používají golfisté simulátory hlavně pro možnost kontrolování impaktu, směru a rychlosti, nebo také tempa švihu. Také díky virtuálnímu drivingu, který simuluje odpal na drivingové rohoži a ukazuje hráči dráhu letu míče. Například již zmíněný golfový simulátor ProTee používá pro vyhodnocení vyhodnocení směru a rychlosti pohybu hole a míče světelné senzory, a pro samotný výpočet dráhy letu míče používá dvojici vysokorychlostních kamer, aby se minimalizovalo falešných „dobrých ran“. Proto je pro trénink takový simulátor jako nástroj kontroly a zdokonalování švihu. Díky analýze obsažené v programu může každý golfista vidět své pokroky, ale i chyby, které dělá. Stále častěji se golfový simulátor požívá na výuku golfu a pro vylepšení švihu golfisty.

## Využití
S přibývající oblibou golfových simulátorů vznikají po celém světě golfová indoor centra od těch malých s jedním, či dvěma simulátory, až po ty největší s dvaceti a více simulátory. Golfisté dnes v pohodlí a teple mohou v těchto golfových indoorech využívat simulátory v zimě, ale i v deštivých dnech. Golf indoor centra jsou oblíbená i v České republice a je jich hned několik. Od těch klubových s jedním simulátorem až po „sportovní střediska“ s více simulátory a spoustou dalšího sportovního využití. Dnešní golfová indoor centra nabízejí i plnohodnotná členství v golfových klubech.

## Budoucnost
V budoucnosti se počítá s plným využití 3D simulace, která dnes již začíná v zobrazovacím programu napomáhat k realističnosti letu míče a pohybu na golfovém hřišti. Takový golfový simulátor zítřka bude využívat technologie hologram pro 3D vizualizaci hřiště, a také laserové snímače, které mohou zachytit sebemenší rotaci míče ovlivňující dráhu jeho letu a samozřejmě i dopadu. V testování jsou i pohyblivé odpalovací rohože pro přesnější simulaci nakloněného, nerovného povrchu na hřišti. Simulátory ProTee již dnes používají tzv. DivotAction odpalovací rohož, která simuluje „vyseknutí“ divotu a umožňuje hladký průchod hole pod úroveň rohože po impaktu.
Budoucnost ve virtuálním golfovém světě jde neustále kupředu.